# 大阪電気軌道デボ201形電車
大阪電気軌道デボ201形電車（おおさかでんききどうデボ201がたでんしゃ）は、1925年に登場した大手私鉄・近畿日本鉄道（近鉄）の前身である大阪電気軌道（大軌）の旅客用電車である。のち近鉄に引き継がれ、近鉄モ250形となった。

## 概要
デボ1形・デボ19形・デボ61形の増備車として製造された車両であり、1925年(大正14年)12月に10両(デボ201 - 210)が製造された。製造は201 - 205が藤永田造船所、206 - 210が田中車輌(現:近畿車輛)である。

## 車体
本形式はそれまでの半円筒形状の前面ではなく、箱型車体でフラットな前面形状を持つことが特徴である。大正末期に入ると鋼鉄車の時代を迎え、既に半円筒形状の卵型車体は過去のスタイルになった。そのため大正末期になり新しい車両デザインとしてこの形状が採用された。3扉車で屋根はダブルルーフ、側面の窓配置はdD6D6Ddであり、乗務員室扉が設置された。また運転室は全室タイプである。車体長は14,481 mmであり、デボ1形・デボ61形などとほぼ同じ長さとなっている。
木造で角張ったそのスタイルから、ファンからは重箱と呼ばれた。

## 主要機器
主電動機はデボ61形と同じく105馬力(78.33kW)のゼネラル・エレクトリック(GE)社製GE-240B形4基搭載であり吊り掛け式で装架、台車も同様のアメリカのボールドウィン社製BW-78-25Aであるが、制御器は異なりGE社のPC形自動加速タイプが採用された。ブレーキについてはそれまでの車両と同じくGE社製非常直通ブレーキを装備した。また本形式は新造当時からパンタグラフ・自動連結器を装備している。

## 改造・改番
1935年には、デボ208 - 210の3両が鋼体化改造を受けデボ208形になった。この際、まだ10年程度しか使用されていなかった旧車体は博多湾鉄道汽船（現・西鉄貝塚線）に譲渡されコハフ2 - 4となっている。
1942年の称号改正では番号はそのまま、記号をデボ→モに変更している。
その後1950年の称号形式整理の時に残った7両は改番されモ250形となった。
モ201形モ201 - 207 → モ250形モ251 - 257
その後1957 - 1958年に全車が鋼体化改造を受けモ460形になっている。

## 運用・廃車
奈良線系統で使用されたが、桜井線(現：大阪線)昇圧前にはそちらにも入っていたことも確認されている。自動加速タイプであったことから戦前に急行列車で用いられることはあまりなかったという。戦後の1948年には花園事故が発生したことから、木造車であった本形式は生駒トンネルの通過が禁止され、鋼体化まで橿原線などを中心に使用されている。
モ460形として鋼体化された車両は、老朽化に加え機器・配線も昇圧非対応であることから、1969年9月21日の昇圧時に全車廃車された。
博多湾鉄道汽船に譲渡されコハフ1形となった車両はいずれも西鉄への合併前後に電動車化され、コハフ2・3・4→西鉄モ16・17・13となり、1961年から1962年にかけて全車鋼体化され車体が廃棄されたのち、1978年から1981年にかけて廃車されている（詳細は博多湾鉄道汽船コハフ1形客車を参照）。